# Меано (Бреша)
Меано је насеље у Италији у округу Бреша, региону Ломбардија.
Према процени из 2011. у насељу је живело 89 становника. Насеље се налази на надморској висини од 90 м.